# Eric Sohm
Eric Magnusson Sohm, född 1756 i Stockholm, död 1822, var en svensk sekreterare, porträtt- och miniatyrmålare.
Han var son till spannmålshandlaren Magnus Magnusson Sohm och Magdalena Westman. Sohm har lämnat mycket lite spår efter sig. Man vet att han medverkade i Konstakademiens utställning 1803 med ett porträtt av kamreren Olof Lindberg. Sohm var representerad i den Wicanderska miniatyrsamlingen som donerades till Nationalmuseum och är representerad vid Nationalmuseum med ett porträtt av en medelålders man.